# Светлая прохлада
«Светлая прохлада» — фильм 2007 года, снятый режиссёром Эрнестом Абдыжапаровым.

## Сюжет
Городская девушка Асем едет в деревню к своему жениху Мурату, чтобы познакомиться с его семьёй. В деревне Асем становится свидетелем измены своего жениха с его бывшей девушкой. Потрясённая обманом Асем пытается уехать домой, но становится жертвой обряда похищение невесты. Её похищает местный сирота Сагын.

## В ролях
- Асем Токтобекова — Асем
- Тынчтык Абылкасымов — Сагын
- Съездбек Искеналиев — Мурат
- Эльнура Осмоналиева — Бурма, бывшая девушка Мурата

## Награды и номинации
Номинировался на премию Ника как лучший фильм СНГ и Балтии.

## Популярность
По словам директора картины, фильм был настолько популярен в Кыргызстане, что в 2007 году 20 процентов новорожденных девочек были названы Асем, по имени главной героини фильма.